# Parque estatal Nickerson
El parque estatal Nickerson es un parque de 770 hectáreas (1.900 acres) ubicado en el Cabo Cod, cerca de la ciudad de Brewster (Massachusetts). El parque está administrado por el Departamento de Conservación y Recreo de Massachusetts.

## Descripción
Los suelos arenosos y los pinos de la especie Pinus virginiana rodean múltiples estanques alimentados por las precipitaciones y las aguas subterráneas. Los estanques más grandes son el estanque Cliff, que mide 1,1 km de largo, el estanque Flax, el estanque Little Cliff y el estanque Higgins. Todos ellos tienen poblaciones de truchas durante todo el año Otros hábitats acuíferos incluyen los estanques Ruth, Keeler, Eel y Triangle. El parque ofrece 420 puestos para la acampada.
El parque contiene 13 kilómetros de carreteras, 13 kilómetros de caminos para bicicletas que conectan con el Cape Cod Rail Trail y caminos para montar a caballo.

## Instalaciones y recreo
El parque estatal Nickerson State Park ofrece:
- Playas, camping, pesca, zonas de pícnic y baños, todos accesibles a minusválidos
- Senderos y caminos para bicicletas
- Estanques con poblaciones de trucha durante todo el año
- Rampas para barcos, canoas, barcos sin motor y natación
- Puestos de acampadas y yurtas, zona para depositar deshechos de caravanas
- Duchas
- Caminos para monta a caballo
- Programas de recreo e interpretación de la naturaleza
- Bicicleta de montaña
- Esquí de fondo
- Un anfiteatro